# Pseudothyridium impunctatum
Pseudothyridium impunctatum är en skalbaggsart som beskrevs av Bates 1891. Pseudothyridium impunctatum ingår i släktet Pseudothyridium och familjen Rutelidae. Inga underarter finns listade i Catalogue of Life.